# Plan d'expériences
Pour les articles homonymes, voir DOE.
On nomme plan d'expériences (en anglais, design of experiments ou DOE) la suite ordonnée d'essais d'une expérimentation, chacun permettant d'acquérir de nouvelles connaissances en maîtrisant un ou plusieurs paramètres d'entrée pour obtenir des résultats validant un modèle avec une bonne économie de moyens (nombre d'essais le plus faible possible, par exemple).
Un exemple classique est le « plan en étoile » où en partant d'un jeu de valeurs choisi pour les paramètres d'un essai central, on complète celui-ci par des essais où chaque fois un seul des facteurs varie « toutes choses égales par ailleurs ».
Un type de plan plus exhaustif est le plan factoriel consistant à choisir des valeurs pour chacun des facteurs en faisant varier simultanément tous les facteurs (de façon exhaustive ou non). Le nombre d'essais peut alors devenir très grand (explosion combinatoire).

## Problématique
Supposons que nous désirions savoir si la proportion de boules noires d'une urne est supérieure à 5 %, l'urne contenant 1 000 boules. Nous partons avec l'idée d'en tirer 100 dans l'espoir d'avoir une bonne approximation de la proportion.
- Si au cours du tirage, nous ramenons 51 boules noires, celui-ci peut être arrêté immédiatement : le poursuivre n'aurait pas de sens, puisqu'avec 51 boules noires sur 1 000 une proportion supérieure à 5 % est maintenant certaine.
- On peut raffiner encore en remarquant que la probabilité de tirer par exemple 5 boules noires dans les 5 premiers tirages ramène à 0,3 × 10−6 la probabilité que la proportion de boules noires soit inférieure à 5 %.
- Dans la pratique, le calcul permet d'établir des règles strictes indiquant en fonction des résultats à quel moment le tirage doit s'arrêter — avec décision prise dans un sens ou dans l'autre — ou s'il doit être poursuivi.

Un plan d'expériences permet donc de réduire le nombre d'essais à ce qui est strictement nécessaire pour prendre une décision, ce qui peut épargner du temps, de l'argent et des vies.
C'est un plan d'expériences de ce type qui a permis d'arrêter en cours de route une expérience visant à déterminer si l'aspirine avait un effet de prévention sur les crises cardiaques, les résultats établissant sans ambiguïté que c'était le cas (réduction de 25 % des risques). Continuer l'expérimentation serait revenu dans ces conditions à priver jusqu'à la date initialement prévue les malades du lot-témoin d'accès à l'aspirine, ce qui aurait pu coûter la vie à certains d'entre eux.

## En sciences appliquées (plans expérimentaux)
Il existe de nombreux processus et propriétés que l'on sait dépendre d'un grand nombre de paramètres externes (on parle de facteurs) mais sans que l'on en ait des modèles analytiques.
Lorsque l'on désire connaître la dépendance d'une variable de sortie F d'un tel processus ou propriété, on se trouve confronté à plusieurs difficultés :
- quels sont les facteurs les plus influents ? ;
- existe-t-il des interactions entre les facteurs (corrélations) ? ;
- peut-on linéariser le processus (ou la propriété) en fonction de ces facteurs et le modèle ainsi obtenu est-il prédictif ? ;
- comment minimiser le nombre de points de mesure du processus (ou de la propriété) pour obtenir le maximum d'informations ? ;
- existe-t-il des biais dans les résultats des mesures ?

La méthode du plan d'expériences répond à ces questions et peut ainsi être appliquée dans de nombreux processus/propriétés qui vont par exemple des essais cliniques à l'évaluation de la qualité des processus industriels les plus complexes.
On peut ainsi pour l'industrie poser cette nouvelle définition : un plan d'expériences est une suite d'essais rigoureusement organisés, afin de déterminer avec un minimum d'essais et un maximum de précision, l'influence respective des différents paramètres de conception ou de fabrication d'un produit, afin d'en optimiser les performances et le coût.

### Limites des plans expérimentaux exhaustifs
Supposons que l'on soit en présence d'un processus qui dépende de 3 facteurs A, B et C qui ont chacun leur domaine de définition (discret) {\displaystyle \{a_{i}|i=1,\dots ,l\}} , {\displaystyle \{b_{j}|j=1,\dots ,m\}} , {\displaystyle \{c_{k}|k=1,\dots ,n\}}.
Une approche systématique consisterait à effectuer tous les essais possibles du processus en faisant varier chacun des paramètres dans son domaine de définition :
- essai 1 : {\displaystyle \{a_{1},b_{1},c_{1}\}\Longrightarrow } Résultat F1 ;
- essai 2 : {\displaystyle \{a_{2},b_{1},c_{1}\}\Longrightarrow } Résultat F2 ;
- essai 3 : {\displaystyle \{a_{3},b_{1},c_{1}\}\Longrightarrow } Résultat F3 ;
- essai l·m·n : {\displaystyle \{a_{l},b_{m},c_{n}\}\Longrightarrow } Résultat Fl·m·n.

Le nombre d'essais nécessaires, qui est égal au produit l·m·n, peut être tout à fait considérable et hors de portée pour des raisons de coût et/ou de temps.

#### Exemple
Supposons que l'on souhaite caractériser un processus électrolytique par la mesure du courant entre les électrodes.
Pour une solution d'électrolyte donnée, un modèle grossier laisse supposer que ce courant va dépendre de trois facteurs principaux : (1) la dilution de la solution C, comprise entre 10 % et 90 %, (2) la température de la solution T, comprise entre 50 °C et 100 °C, et (3) la nature des électrodes utilisées (étain, or et en platine).
Dans ces conditions, en prenant des pas de 10 % pour la concentration et de 10°C pour la température, le plan expérimental exhaustif sera constitué de 9×6×3, soit 162 essais indépendants qu'il faudra faire dans des conditions par ailleurs identiques.
En supposant que chaque essai nécessite 1 heure (en comptant le temps de préparation), l'étude de ce simple processus ne demanderait pas moins de 5 semaines de travail à plein temps (35 h par semaine). De plus, des essais étalés sur un aussi grand laps de temps pourraient faire intervenir des facteurs non connus mais variant sur la durée de cette étude et pouvant fausser les résultats.
On comprend aisément que les points relevés ci-dessus deviennent dramatiques dès que l'on a affaire à des processus un peu plus complexes et le coût expérimental d'une étude exhaustive devient vite prohibitif, voire inapplicable. C'est un problème courant dans les processus industriels qui exigent une reproductibilité et un contrôle qualité total.
La manière correcte d'aborder un plan d'expériences optimal est de procéder d'une manière tout à fait analogue au principe de la droite de régression en supposant que l'on a des dépendances linéaires (ou tout au plus quadratiques) du processus dans chacune de ces variables ainsi que des interactions entre les variables. On se basera le plus souvent sur des hypothèses simples et/ou des expériences limites pour se donner une idée de l'existence ou non de dépendances croisées. Voir l'article sur la méthode des surfaces de réponses.
Reprenons le processus décrit plus haut en supposant qu'en plus de T et C, on définisse m comme une grandeur physique qui caractérise la matière de l'électrode (par exemple sa masse moléculaire ou son électrovalence).
On souhaite le décrire par une formule simplifiée du type :
F(T, C, m) = b1·T2 + b2·C2 + b3·m2
… + b4·T + b5·C + b6·m
… + b7·T·C + b8·T·m + b9·C·m
… + b10·T·C·m + b11·T2·C + b12·T2·m + b13·C2·T + b14·C2·m + b15·T·m2 + b16·C·m2.
Pour simplifier, on supposera raisonnablement que les termes d'ordre 3, en T2·C, T2·m, C2·T, C2·m, T·m2 et C·m2 sont négligeables par rapport aux termes du premier ordre, ce qui revient à dire que les coefficients b11 à b16 sont nuls. En général, le terme en T·C·m est aussi négligeable.
Il reste alors 10 variables b1, …, b10 à déterminer pour avoir une connaissance analytique du processus dans les intervalles spécifiés.
On « choisit » 10 points dans l'espace (T, C, m) pour lesquels on effectue l'essai, obtenant ainsi les valeurs de Fi pour chacun de ces points. On veillera évidemment à ce que tous les autres paramètres de l'essai restent constants.
N. B. : on travaille de préférence avec des variables réduites, c’est-à-dire des variables T, C et m qui sont sans dimensions et normalisées à 1 sur leur intervalle de définition.
Il en résulte le système de 10 équations à 10 inconnues :
{\displaystyle \mathrm {F} _{i}=a_{i1}\cdot b_{1}+a_{i2}\cdot b_{2}+a_{i3}\cdot b_{3}+a_{i4}\cdot b_{4}+a_{i5}\cdot b_{5}+a_{i6}\cdot b_{6}+a_{i7}\cdot b_{7}+a_{i8}\cdot b_{8}+a_{i9}\cdot b_{9}+a_{i10}\cdot b_{10}}
avec i = 1, …,10.
Les {\displaystyle a_{ij}} sont obtenus simplement en remplaçant T, C et m par leurs valeurs aux points où l'on a fait les essais.
En écriture matricielle :
{\displaystyle {\begin{bmatrix}\mathrm {F} _{1}\\\vdots \\\mathrm {F} _{10}\end{bmatrix}}={\begin{bmatrix}a_{1,1}&\cdots &a_{1,10}\\\vdots &\ddots &\vdots \\a_{10,1}&\cdots &a_{10,10}\end{bmatrix}}\cdot {\begin{bmatrix}b_{1}\\\vdots \\b_{10}\end{bmatrix}}}.
Pour résoudre ce système, il faut inverser la matrice {\displaystyle {\begin{bmatrix}a_{ij}\end{bmatrix}}} :
{\displaystyle {\begin{bmatrix}b_{1}\\\vdots \\b_{10}\end{bmatrix}}={\begin{bmatrix}a_{1,1}&\cdots &a_{1,10}\\\vdots &\ddots &\vdots \\a_{10,1}&\cdots &a_{10,10}\end{bmatrix}}^{-1}\cdot {\begin{bmatrix}\mathrm {F} _{1}\\\vdots \\\mathrm {F} _{10}\end{bmatrix}}}.
La théorie des plans expérimentaux permet à partir de modèles spécifiques plus ou moins complexes de déterminer précisément en quels points les mesures doivent être faites. La plupart des cas réels conduisent à des matrices des effets surdéterminés. La résolution consiste à rendre la matrice carrée en utilisant sa transposée. Le système devient :
{\displaystyle {\tilde {a}}\cdot {\vec {\mathrm {F} }}=\left[{\tilde {a}}\cdot a\right]\cdot {\vec {b}}}.

### Typologie

#### Plans factoriels
Parmi les différents plans expérimentaux, les plans factoriels sont courants car ils sont les plus simples à mettre en œuvre et ils permettent de mettre en évidence très rapidement l'existence d'interactions entre les facteurs.
L'hypothèse de base est d'assigner à chaque facteur (normalisé) sa valeur la plus basse (-1) et sa valeur la plus haute (+1). Ainsi, pour k facteurs, on se retrouve avec un ensemble de 2k valeurs possibles.
Sans entrer dans les détails, la matrice d'expérience {\displaystyle {\begin{bmatrix}a_{ij}\end{bmatrix}}} possède alors des propriétés intéressantes (on a par exemple : {\displaystyle a^{\mathrm {T} }\cdot a=k\cdot 1}) qui sont largement exploitées par les logiciels qui établissent des plans expérimentaux. En particulier, l'ajout d'essais supplémentaires ainsi que des algorithmes de randomisation efficace du plan d'expériences initial permettent de mettre en évidence des biais systématiques et de les supprimer ou alors de mettre en évidence l'influence d'une variable cachée dont il faut tenir compte.
Pour reprendre l'exemple ci-dessus, on se retrouve avec un plan à 12 essais (2 températures extrêmes, 2 concentrations extrêmes et 3 paires d'électrodes).
Travaillons avec la température et la concentration normalisées :
{\displaystyle t={\frac {T-75}{25}}} ;
{\displaystyle c={\frac {C-50}{40}}}.
On cherche maintenant uniquement des dépendances linéaires en t et en c, c'est-à-dire une relation du type :
{\displaystyle \mathrm {I_{X}} (t,c)=b_{1}t+b_{2}c+b_{3}tc}
pour X = 1, 2 ou 3 selon le type d'électrode.
En effectuant les mesures du courant aux 4 points (50 °C, 10 %), (50 °C, 90 %), (100 °C, 10 %), (100 °C, 90 %) correspondant aux points (-1, -1), (-1, +1), (+1, -1) et (+1, +1) dans l'espace des facteurs réduits, pour chaque type d'électrode, on est ramené à un plan factoriel 22.
{\displaystyle {\begin{bmatrix}\mathrm {I} _{1}\\\mathrm {I} _{2}\\\mathrm {I} _{3}\\\mathrm {I} _{4}\end{bmatrix}}={\begin{bmatrix}-1&-1&+1\\-1&+1&-1\\+1&-1&-1\\+1&+1&+1\end{bmatrix}}\cdot {\begin{bmatrix}b_{1}\\b_{2}\\b_{3}\end{bmatrix}}}
On vérifie effectivement que {\displaystyle a^{\mathrm {T} }\cdot a=k\cdot 1}, et on obtient la résolution du système :
{\displaystyle \Longrightarrow {\begin{bmatrix}b_{1}\\b_{2}\\b_{3}\end{bmatrix}}={\frac {1}{4}}{\begin{bmatrix}-1&-1&+1&+1\\-1&+1&-1&+1\\+1&-1&-1&+1\end{bmatrix}}\cdot {\begin{bmatrix}I_{1}\\I_{2}\\I_{3}\\I_{4}\end{bmatrix}}}.
Soit :
{\displaystyle b_{1}={\frac {1}{4}}(-\mathrm {I} _{1}-\mathrm {I} _{2}+\mathrm {I} _{3}+\mathrm {I} _{4})}
{\displaystyle b_{2}={\frac {1}{4}}(-\mathrm {I} _{1}+\mathrm {I} _{2}-\mathrm {I} _{3}+I_{4})}
{\displaystyle b_{3}={\frac {1}{4}}(\mathrm {I} _{1}-\mathrm {I} _{2}-\mathrm {I} _{3}+\mathrm {I} _{4})}.
Ainsi, moyennant quelques précautions, on a ramené une étude d'un processus non analytique constitué de 162 essais distincts à un processus d'une douzaine d'essais, qui donne des résultats intéressants sur les intervalles considérés, en particulier sur l'existence et l'amplitude des interactions entre les différents facteurs.

#### Plans d'expériences optimisés
Les matrices des plans d'expériences ont pour objectif, avec le minimum d'essais possible, de garantir trois propriétés principales :
- l'isovariance par rotation : la colonne à laquelle on attribue une des grandeurs physiques mesurées ne doit pas avoir d'effet sur le résultat ;
- la précision uniforme : le domaine interpolé par le plan doit présenter des caractéristiques d'incertitude uniforme ;
- l'orthogonalité.

Le plan factoriel 2k conduit souvent à un nombre d'essais trop important à réaliser, surtout si les essais en question sont onéreux. La recherche d'un plan ayant une précision voisine tout en étant plus économe conduit à utiliser des matrices d'expériences optimisées.
Ainsi, on peut citer les plans suivants :
- matrices de Hadamard ;
- réseau de Doehlert[1] ;
- plans Box-Behnken[2] ;
- méthode Taguchi ;
- matrices composites centrées ;
- matrices de mélange (Scheffe)[3] ;
- matrices factorielles fractionnaires ;
- matrices de Hoke[4] ;
- hyperpolyèdre croisé [réf. nécessaire] ;
- plan composite centré[5] ;
- plans de Rechtschaffner[6].

La valeur réelle de la grandeur physique est reliée à la valeur réduite du plan par :
{\displaystyle \mathrm {Valeur\ r{\acute {e}}elle} =\left({\frac {x_{\max }+x_{\min }}{2}}-x_{\min }\right)\cdot x_{\mathrm {plan} }+{\frac {x_{\max }+x_{\min }}{2}}}
en fonction des bornes du domaine étudié.

##### Matrices de Hadamard
Les matrices de Hadamard sont des matrices optimales pour les plans d'expériences sans interactions. Voici les plans pour 2, 3, 4 et 7 facteurs. Ce type de plan permet d'avoir une première évaluation des influences des facteurs sur la réponse expérimentale avec très peu d'essais à réaliser même pour un nombre de facteurs significatif. Il est souvent utilisé en première approche.
| N | X1 | X2 |
| - | -- | -- |
| 1 | +1 | +1 |
| 2 | -1 | +1 |
| 3 | +1 | -1 |
| 4 | -1 | -1 |

| N | X1 | X2 | X3 |
| - | -- | -- | -- |
| 1 | +1 | +1 | -1 |
| 2 | -1 | +1 | +1 |
| 3 | +1 | -1 | +1 |
| 4 | -1 | -1 | -1 |

| N | X1 | X2 | X3 | X4 |
| - | -- | -- | -- | -- |
| 1 | +1 | +1 | +1 | -1 |
| 2 | -1 | +1 | +1 | +1 |
| 3 | -1 | -1 | +1 | +1 |
| 4 | +1 | -1 | -1 | +1 |
| 5 | -1 | +1 | -1 | -1 |
| 6 | +1 | -1 | +1 | -1 |
| 7 | +1 | +1 | -1 | +1 |
| 8 | -1 | -1 | -1 | -1 |

| N | X1 | X2 | X3 | X4 | X5 | X6 | X7 |
| - | -- | -- | -- | -- | -- | -- | -- |
| 1 | +1 | +1 | +1 | -1 | +1 | -1 | -1 |
| 2 | -1 | +1 | +1 | +1 | -1 | +1 | -1 |
| 3 | -1 | -1 | +1 | +1 | +1 | -1 | +1 |
| 4 | +1 | -1 | -1 | +1 | +1 | +1 | -1 |
| 5 | -1 | +1 | -1 | -1 | +1 | +1 | +1 |
| 6 | +1 | -1 | +1 | -1 | -1 | +1 | +1 |
| 7 | +1 | +1 | -1 | +1 | -1 | -1 | +1 |
| 8 | -1 | -1 | -1 | -1 | -1 | -1 | -1 |

##### Réseaux de Doehlert

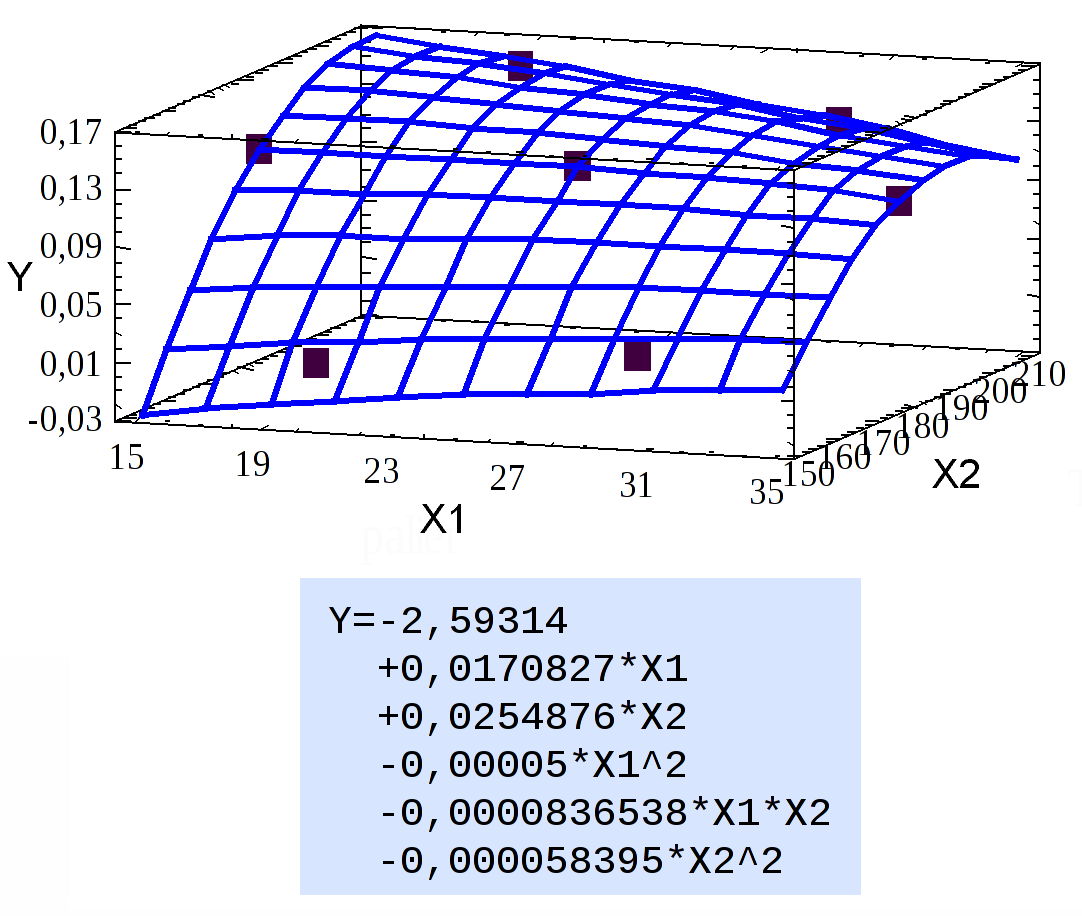
Surface de réponses estimée issue d'un réseau de Doehlert à 2 variables.

Les réseaux de Doehlert peuvent être soit orientés selon Ox1 soit dans le premier quadrant. Ils correspondent à un pavage hexagonal de l'hyperespace de l'expérience. Ci-après pour Ox1.
| N | X1      | X2      |
| - | ------- | ------- |
| 1 | +0.0000 | +0.0000 |
| 2 | +1.0000 | +0.0000 |
| 3 | +0.5000 | +0.8660 |
| 4 | -1.0000 | +0.0000 |
| 5 | -0.5000 | -0.8660 |
| 6 | +0.5000 | -0.8660 |
| 7 | -0.5000 | +0.8660 |

| N  | X1      | X2      | X3      |
| -- | ------- | ------- | ------- |
| 1  | +0.0000 | +0.0000 | +0.0000 |
| 2  | +1.0000 | +0.0000 | +0.0000 |
| 3  | +0.5000 | +0.8660 | +0.0000 |
| 4  | +0.5000 | +0.2887 | +0.8165 |
| 5  | -1.0000 | +0.0000 | +0.0000 |
| 6  | -0.5000 | -0.8660 | +0.0000 |
| 7  | -0.5000 | -0.2887 | -0.8165 |
| 8  | +0.5000 | -0.8660 | +0.0000 |
| 9  | +0.5000 | -0.2887 | -0.8165 |
| 10 | -0.5000 | +0.8660 | +0.0000 |
| 11 | +0.0000 | +0.5774 | -0.8165 |
| 12 | -0.5000 | +0.2887 | +0.8165 |
| 13 | +0.0000 | -0.5774 | +0.8165 |

| N  | X1      | X2      | X3      | X4      |
| -- | ------- | ------- | ------- | ------- |
| 1  | +0.0000 | +0.0000 | +0.0000 | +0.0000 |
| 2  | +1.0000 | +0.0000 | +0.0000 | +0.0000 |
| 3  | +0.5000 | +0.8660 | +0.0000 | +0.0000 |
| 4  | +0.5000 | +0.2887 | +0.8165 | +0.0000 |
| 5  | +0.5000 | +0.2887 | +0.2041 | +0.7906 |
| 6  | -1.0000 | +0.0000 | +0.0000 | +0.0000 |
| 7  | -0.5000 | -0.8660 | +0.0000 | +0.0000 |
| 8  | -0.5000 | -0.2887 | -0.8165 | +0.0000 |
| 9  | -0.5000 | -0.2887 | -0.2041 | -0.7906 |
| 10 | +0.5000 | -0.8660 | +0.0000 | +0.0000 |
| 11 | +0.5000 | -0.2887 | -0.8165 | +0.0000 |
| 12 | +0.5000 | -0.2887 | -0.2041 | -0.7906 |
| 13 | -0.5000 | +0.8660 | +0.0000 | +0.0000 |
| 14 | +0.0000 | +0.5774 | -0.8165 | +0.0000 |
| 15 | +0.0000 | +0.5774 | -0.2041 | -0.7906 |
| 16 | -0.5000 | +0.2887 | +0.8165 | +0.0000 |
| 17 | +0.0000 | -0.5774 | +0.8165 | +0.0000 |
| 18 | +0.0000 | +0.0000 | +0.6124 | -0.7906 |
| 19 | -0.5000 | +0.2887 | +0.2041 | +0.7906 |
| 20 | +0.0000 | -0.5774 | +0.2041 | +0.7906 |
| 21 | +0.0000 | +0.0000 | -0.6124 | +0.7906 |

##### Box-Behnken
Un Box-Behnken ne s'utilise qu'à partir de 3 facteurs.Ce plan comporte douze essais auxquels on peut ajouter un (ou plusieurs) point central.
| N  | X1  | X2  | X3  |
| -- | --- | --- | --- |
| 1  | -1  | -1  | 0   |
| 2  | +1  | - 1 | 0   |
| 3  | - 1 | +1  | 0   |
| 4  | +1  | +1  | 0   |
| 5  | -1  | 0   | - 1 |
| 6  | -1  | 0   | +1  |
| 7  | +1  | 0   | -1  |
| 8  | +1  | 0   | +1  |
| 9  | 0   | -1  | -1  |
| 10 | 0   | +1  | -1  |
| 11 | 0   | -1  | +1  |
| 12 | 0   | +1  | +1  |
| 13 | 0   | 0   | 0   |

| N  | X1      | X2      | X3      | X4      |
| -- | ------- | ------- | ------- | ------- |
| 1  | -0.5000 | -0.2887 | -0.2041 | -0.1581 |
| 2  | +0.5000 | -0.2887 | -0.2041 | -0.1581 |
| 3  | +0.0000 | +0.5774 | -0.2041 | -0.1581 |
| 4  | +0.0000 | +0.0000 | +0.6124 | -0.1581 |
| 5  | +0.0000 | +0.0000 | +0.0000 | +0.6325 |
| 6  | +0.0000 | -0.4387 | -0.3102 | -0.2403 |
| 7  | -0.3799 | +0.2193 | -0.3102 | -0.2403 |
| 8  | -0.3799 | -0.2193 | +0.3102 | -0.2403 |
| 9  | -0.3799 | -0.2193 | -0.1551 | +0.3604 |
| 10 | +0.3799 | +0.2193 | -0.3102 | -0.2403 |
| 11 | +0.3799 | -0.2193 | +0.3102 | -0.2403 |
| 12 | +0.3799 | -0.2193 | -0.1551 | +0.3604 |
| 13 | +0.0000 | +0.4387 | +0.3102 | -0.2403 |
| 14 | +0.0000 | +0.4387 | -0.1551 | +0.3604 |
| 15 | +0.0000 | +0.0000 | +0.4653 | +0.3604 |
| 16 | +0.0000 | +0.0000 | -0.4653 | -0.3604 |
| 17 | +0.0000 | -0.4387 | +0.1551 | -0.3604 |
| 18 | +0.0000 | -0.4387 | -0.3102 | +0.2403 |
| 19 | -0.3799 | +0.2193 | +0.1551 | -0.3604 |
| 20 | -0.3799 | +0.2193 | -0.3102 | +0.2403 |
| 21 | -0.3799 | -0.2193 | +0.3102 | +0.2403 |
| 22 | +0.3799 | +0.2193 | +0.1551 | -0.3604 |
| 23 | +0.3799 | +0.2193 | -0.3102 | +0.2403 |
| 24 | +0.3799 | -0.2193 | +0.3102 | +0.2403 |
| 25 | +0.0000 | +0.4387 | +0.3102 | +0.2403 |
| 26 | +0.0000 | +0.0000 | +0.0000 | -0.6325 |
| 27 | +0.0000 | +0.0000 | -0.6124 | +0.1581 |
| 28 | +0.0000 | -0.5774 | +0.2041 | +0.1581 |
| 29 | -0.5000 | +0.2887 | +0.2041 | +0.1581 |
| 30 | +0.5000 | +0.2887 | +0.2041 | +0.1581 |
| 31 | +0.0000 | +0.0000 | +0.0000 | +0.0000 |

#### Matrice de Hoke
La matrice de Hoke permet des plans d'expériences à trois niveaux. Trois types de matrices existent : D1, D2 et D3. Il est possible d'ajouter un bloc C2 pour améliorer la précision. Ci-après les plans pour la matrice D1 sans bloc C2.
| N | X1      | X2      |
| - | ------- | ------- |
| 1 | -1.0000 | -1.0000 |
| 2 | -1.0000 | +1.0000 |
| 3 | +1.0000 | -1.0000 |
| 4 | +0.0000 | +1.0000 |
| 5 | +1.0000 | +0.0000 |
| 6 | +1.0000 | +1.0000 |

| N  | X1      | X2      | X3      |
| -- | ------- | ------- | ------- |
| 1  | -1.0000 | -1.0000 | -1.0000 |
| 2  | -1.0000 | +1.0000 | +1.0000 |
| 3  | +1.0000 | -1.0000 | +1.0000 |
| 4  | +1.0000 | +1.0000 | -1.0000 |
| 5  | +0.0000 | +0.0000 | +1.0000 |
| 6  | +1.0000 | +0.0000 | +0.0000 |
| 7  | +0.0000 | +1.0000 | +0.0000 |
| 8  | -1.0000 | +1.0000 | +1.0000 |
| 9  | +1.0000 | -1.0000 | +1.0000 |
| 10 | +1.0000 | +1.0000 | -1.0000 |

| N  | X1      | X2      | X3      | X4      |
| -- | ------- | ------- | ------- | ------- |
| 1  | -1.0000 | -1.0000 | -1.0000 | -1.0000 |
| 2  | -1.0000 | +1.0000 | +1.0000 | +1.0000 |
| 3  | +1.0000 | -1.0000 | +1.0000 | +1.0000 |
| 4  | +1.0000 | +1.0000 | -1.0000 | +1.0000 |
| 5  | +1.0000 | +1.0000 | +1.0000 | -1.0000 |
| 6  | +0.0000 | +0.0000 | +0.0000 | +1.0000 |
| 7  | +1.0000 | +0.0000 | +0.0000 | +0.0000 |
| 8  | +0.0000 | +1.0000 | +0.0000 | +0.0000 |
| 9  | +0.0000 | +0.0000 | +1.0000 | +0.0000 |
| 10 | -1.0000 | -1.0000 | +1.0000 | +1.0000 |
| 11 | +1.0000 | -1.0000 | -1.0000 | +1.0000 |
| 12 | +1.0000 | -1.0000 | +1.0000 | -1.0000 |
| 13 | -1.0000 | +1.0000 | -1.0000 | +1.0000 |
| 14 | -1.0000 | +1.0000 | +1.0000 | -1.0000 |
| 15 | +1.0000 | +1.0000 | -1.0000 | -1.0000 |

#### Autres matrices
| N  | X1      | X2      | X3      |
| -- | ------- | ------- | ------- |
| 1  | -1.0000 | -1.0000 | -1.0000 |
| 2  | +1.0000 | -1.0000 | -1.0000 |
| 3  | -1.0000 | +1.0000 | -1.0000 |
| 4  | +1.0000 | +1.0000 | -1.0000 |
| 5  | -1.0000 | -1.0000 | +1.0000 |
| 6  | +1.0000 | -1.0000 | +1.0000 |
| 7  | -1.0000 | +1.0000 | +1.0000 |
| 8  | +1.0000 | +1.0000 | +1.0000 |
| 9  | -1.6818 | +0.0000 | +0.0000 |
| 10 | +1.6818 | +0.0000 | +0.0000 |
| 11 | +0.0000 | -1.6818 | +0.0000 |
| 12 | +0.0000 | +1.6818 | +0.0000 |
| 13 | +0.0000 | +0.0000 | -1.6818 |
| 14 | +0.0000 | +0.0000 | +1.6818 |
| 15 | +0.0000 | +0.0000 | +0.0000 |
| 16 | +0.0000 | +0.0000 | +0.0000 |
| 17 | +0.0000 | +0.0000 | +0.0000 |
| 18 | +0.0000 | +0.0000 | +0.0000 |
| 19 | +0.0000 | +0.0000 | +0.0000 |
| 20 | +0.0000 | +0.0000 | +0.0000 |
| 21 | +0.0000 | +0.0000 | +0.0000 |
| 22 | +0.0000 | +0.0000 | +0.0000 |
| 23 | +0.0000 | +0.0000 | +0.0000 |

| N  | X1      | X2      | X3      |
| -- | ------- | ------- | ------- |
| 1  | -1.0000 | -1.0000 | -1.0000 |
| 2  | +1.0000 | -1.0000 | -1.0000 |
| 3  | -1.0000 | +1.0000 | -1.0000 |
| 4  | +1.0000 | +1.0000 | -1.0000 |
| 5  | -1.0000 | -1.0000 | +1.0000 |
| 6  | +1.0000 | -1.0000 | +1.0000 |
| 7  | -1.0000 | +1.0000 | +1.0000 |
| 8  | +1.0000 | +1.0000 | +1.0000 |
| 9  | -1.6818 | +0.0000 | +0.0000 |
| 10 | +1.6818 | +0.0000 | +0.0000 |
| 11 | +0.0000 | -1.6818 | +0.0000 |
| 12 | +0.0000 | +1.6818 | +0.0000 |
| 13 | +0.0000 | +0.0000 | -1.6818 |
| 14 | +0.0000 | +0.0000 | +1.6818 |
| 15 | +0.0000 | +0.0000 | +0.0000 |
| 16 | +0.0000 | +0.0000 | +0.0000 |
| 17 | +0.0000 | +0.0000 | +0.0000 |
| 18 | +0.0000 | +0.0000 | +0.0000 |
| 19 | +0.0000 | +0.0000 | +0.0000 |
| 20 | +0.0000 | +0.0000 | +0.0000 |

#### Exemple d'utilisation d'une matrice optimisée
S'il est possible de réaliser la mesure du volume d'un gaz (résultat), et que l'expérimentateur souhaite déterminer l'influence de la température et de la pression sur celui-ci en minimisant le nombre d'essais à faire et en ignorant l'équation d'état, il peut choisir le plan de Doehlert à deux variables. En le transformant en variables réelles, on obtient les sept essais à réaliser :
| no | P (atm) | T (°C) |
| -- | ------- | ------ |
| 1  | 1,5     | 150    |
| 2  | 2       | 150    |
| 3  | 1,75    | 193,3  |
| 4  | 1       | 150    |
| 5  | 1,25    | 106,7  |
| 6  | 1,75    | 106,7  |
| 7  | 1,25    | 193,3  |

La matrice des effets devient, en ajoutant une colonne permettant le calcul de la constante :
{\displaystyle \mathrm {A} ={\begin{bmatrix}1&0,00&0,00\\1&1,00&0,00\\1&0,50&0,87\\1&-1,00&0,00\\1&-0,50&-0,87\\1&0,50&-0,87\\1&-0,50&0,87\\\end{bmatrix}}}.
Comme le système est surdéterminé, on utilise la transposée :
{\displaystyle {\tilde {\mathrm {A} }}\cdot \mathrm {A} ={\begin{bmatrix}7&0&0\\0&3&0\\0&0&3\\\end{bmatrix}}}.
Il est alors possible de réaliser chacun des essais, et, pour chacun d'entre eux, l'expérimentateur réalisera la mesure du volume :
{\displaystyle \mathrm {Y} ={\begin{bmatrix}0,0234\\0,0175\\0,0221\\0,0351\\0,0252\\0,0180\\0,0310\\\end{bmatrix}}}.
Le système se résout par :
{\displaystyle {\vec {b}}=\left({\tilde {\mathrm {A} }}\cdot \mathrm {A} \right)^{-1}\cdot \left({\tilde {\mathrm {A} }}\cdot {\vec {\mathrm {Y} }}\right)={\begin{bmatrix}+0,02466\\-0,0085\\+0,00285\end{bmatrix}}}.
Il est possible de vérifier que plus la température augmente, plus le volume diminue (à l'opposé de la pression). Le modèle fournit une bonne approximation de l'équation d'état dans le domaine étudié :
pour P = 1,1 atm et T = 150 °C (soit X1 = -0,8 et X2 = 0,0 en variables réduites centrées), la prédiction est de V = 0,031 m3 (au lieu de 0,032 m3 théorique).

### Limites et précautions
La technique des plans d'expériences permet d'accélérer le développement à condition d'en accepter les limites et de prendre les précautions d'usage :
- les modèles sont le plus souvent linéaires, parfois avec des interactions (X1·X2), rarement avec des termes carrés ; les lois physiques qui sous-tendent les phénomènes physiques ne l'étant pas forcément, il est souhaitable de limiter l'écart entre les bornes du domaine ;
- il est nécessaire de faire une hypothèse tacite de continuité ; la présence d'une transition ou d'une singularité dans le domaine rend le plan intrinsèquement faux ;
- il est souhaitable de rajouter quelques points de validation à l'intérieur du domaine pour s'assurer de la fiabilité des prédictions du modèle.

Compte-tenu de ces limitations qui rendent les plans d'expérience imparfaits, des méthodes de plans d'expérience numérique ont été développées depuis quelques années, celles-ci permettant d'identifier rapidement l'influence d'un grand nombre de paramètres au prix des approximations des modèles numériques utilisés,,.

## En sciences humaines

### La notation de Rouanet et Lépine
Dans le courant des années 1960, les scientifiques, au premier rang desquels Henry Rouanet (1931-2008), cherchent à formaliser la notion de plan expérimental en utilisant une « approche algébrique » qui n'est pas sans rappeler le mouvement Bourbaki qu'ont connu les mathématiques françaises à la fin des années 1930. Formé aux statistiques et à l'analyse des données, Rouanet, dans une collaboration avec le psychologue Dominique Lépine, propose un système de notation dit « ensembliste » permettant de « se dégager des ambiguïtés du langage naturel » et qui soit directement traduisible dans le langage machine des ordinateurs de l'époque. Ces travaux théoriques donneront ainsi lieu au développement du logiciel VAR3 qui permettent notamment de calculer des tests statistiques associés au plans expérimentaux et qui a connu un grand succès dans les laboratoires de psychologie.
Bien que, depuis lors, couramment enseignée dans les facultés françaises de psychologie pour son intérêt pédagogique, la notation de Rouanet et Lépine se rencontre extrêmement rarement dans les publications scientifiques, y compris en psychologie expérimentale, l'usage étant en général de décrire le plan expérimental « en toutes lettres ». Dans les autres disciplines des sciences humaines, où l'approche expérimentale est souvent moins fréquente, cette notation n'est pas davantage usitée.

### Symbolisme
- <...> = Emboîté, c'est-à-dire qu'il y a un groupe par modalité.
- * ... = Croisé, c'est-à-dire qu'il n'y a qu'un seul groupe pour toutes les modalités.
- S = Signifie sujet.
- S10<M2> = Signifie qu'il y a 20 sujets (car 10 sujets x 2 modalités).
- S10*M2 = Signifie qu'il y a 10 sujets.
- M2 = M est le symbole d'une VI (Variable Indépendante), et 2 en indice, indique le nombre de modalités.

### Plan monofactoriel
On peut avoir deux types de plan monofactoriel :
|                   | Méthode 1                                                     | Méthode 2                                                |
| ----------------- | ------------------------------------------------------------- | -------------------------------------------------------- |
| Type de plan      | Emboîté                                                       | Croisé                                                   |
| Type de groupe    | Groupes indépendants                                          | Groupes appariés                                         |
| Formule           | S10<M2>                                                       | S10*M2                                                   |
| Nombre de données | 20 données pour 20 sujets 10 sujets pour m1 et 10 pour m2     | 20 données pour 10 sujets les 10 sujets passent m1 et m2 |
| Problème          | Il est difficile d'avoir deux groupes réellement équivalents. | Il y a des interférences d'une activité à l'autre.       |

### Plan multifactoriel
On parle de plan multifactoriel à partir de deux variables indépendantes testées simultanément. On peut avoir trois types de plan multifactoriel :
|                   | Méthode 1                                                                                           | Méthode 2                                                               | Méthode 3                                                                                 |
| ----------------- | --------------------------------------------------------------------------------------------------- | ----------------------------------------------------------------------- | ----------------------------------------------------------------------------------------- |
| Type de plan      | Emboîté complet                                                                                     | Croisé complet                                                          | Mixte ou quasi complet                                                                    |
| Type de groupe    | Un groupe de sujets par cellule du plan                                                             | Chaque sujet rencontre toutes les conditions expérimentales.            | On a deux groupes emboîtés, qui passent chacun toutes les conditions.                     |
| Formule           | S10<M2><R3>                                                                                         | S10*M2*R3                                                               | S10<M2>*R3                                                                                |
| Nombre de données | 60 données pour 60 sujets                                                                           | 60 données pour 10 sujets                                               | 60 données pour 20 sujets                                                                 |
| Problème          | Il est difficile d'avoir des groupes réellement équivalents et beaucoup de sujets sont nécessaires. | Peut être fatigant pour les sujets, effets d'une condition sur l'autre. | Avantages et inconvénients de l'un ou l'autre type en fonction de la variable considérée. |